# Turritopsis dohrnii
Turritopsis dohrnii, numită și meduza nemuritoare, este o meduză mică, biologic nemuritoare, întâlnită în Marea Mediterană și în apele Japoniei, unicul caz confirmat cunoscut de animal capabil sa se reînnoiască complet la stadiul de imaturitate sexuală, după ce a atins stadiul de maturitate sexuală.
Ca și majoritatea altor reprezentanți ai Hydrozoa, T. dohrnii își începe ciclul vieții ca larvă minusculă, înotătoare, cunoscută ca planulă. Ca planulă se așază la fundul apei și dă naștere la o colonie de polipi, care se atașează de fundul mării. Apoi acești polipi înmuguresc și își continuă viața lor într-o formă liberă de înot, eventual devenind maturi sexual. Toți polipii și meduza rezultanți dintr-o singură planulă sunt clone identice genetic. Dacă o meduză T. dohrnii este expusă la stres de mediu, agresiune fizică, se îmbolnăvește, îmbătrânește, ea poate reveni la stadiul de polip, formând o nouă colonie de polipi. Ea realizează acest lucru prin procesul de dezvoltare celulară de transdiferențiere, care alterează starea diferențiată a celulelor și le transformă în noi tipuri de celule.
Pentru apărare are tentacule urzicătoare iar prădătorii evită să se atingă de ea.
Teoretic, acest proces se poate prelungi la infinit, practic făcând aceste meduze nemuritoare biologic, deși, în natură, majoritatea Turritopsis sunt susceptibile de a sucomba de boală în stadiul de meduză, fără a mai reveni la forma polip.
„Meduza nemuritoare” a fost anterior clasificată ca Turritopsis nutricula.